# なさみ型掃海母艇
なさみ型掃海母艇（なさみがたそうかいぼてい、英語: Nasami-class Minesweeper Tender）は、海上自衛隊の掃海母艇（掃海母艦）の艦級である。

## 概要
前身は、アメリカ陸軍が第二次世界大戦中に太平洋の島嶼部で物資輸送に用いるために建造した大型貨物補給船（FS = Freight and Supply Vessel）。日米相互防衛援助協定に基づき、1955年3月31日に「なさみ」（元：FS-408）と「みほ」（元：FS-524）の2隻が供与された。両艇ともフィリピンのマニラで引き渡し後、日本へ回航された。
1番艇「なさみ」は回航後に呉地方隊へ編入されて掃海母艇（MST）としての改装を受け、煙突後部に大型甲板室を設置したほか、船倉の一部を居住区に変更している。改装完了後は第1掃海隊群母艇、次いで第2掃海隊群母艇となり1970年まで務めた。「なさみ」は1970年3月2日に実用実験隊へ移籍して各種試験の支援任務にあたった。1971年に特務船籍の「掃海船51号」（YAS-51）に類別変更され、佐世保地方隊隷下で主に対馬などへの輸送任務に用いられた後、1976年3月31日除籍、返還された。
2番艇「みほ」は回航後に横須賀地方隊の特務艇（ASS）として輸送任務に従事後、1959年5月に「なさみ」同様に掃海母艇への改装が実施された。ただし、改装内容は「なさみ」と異なり、甲板室を艇体中央部上甲板に設けて第2船倉を居住区とする大規模なものであった。そのため、「なさみ」「みほ」両艇は外観上大きく異なる姿となった。改装完了後は掃海艇1号型で編成された第101掃海隊の母艇として活動した。「みほ」は1972年3月31日付で「特務船59号」（YAS-59）となり、第12輸送隊でLCMの母艇任務に従事した。1974年9月30日、同隊の解隊に合わせて除籍、返還された。
返還された「みほ」はその後1979年にフィリピン海軍へ再供与されて特務艇「マンギャン」（BRP Mangyan, AS-71）となった。建造から80年近くが経過しているが、当初2021年に予定されていた退役が延期となったため2023年現在も現役で運用されている。
| 艦番号  | 艦名   | 建造所                     | 竣工                | 供与                        | 除籍                        |
| ------- | ------ | -------------------------- | ------------------- | --------------------------- | --------------------------- |
| MST-471 | なさみ | ヒッキンボサム・ブラザーズ | 1944年 （昭和19年） | 1955年 （昭和30年） 3月31日 | 1976年 （昭和51年） 3月31日 |
| MST-472 | みほ   | カルメット造船所           | 1944年 （昭和19年） | 1955年 （昭和30年） 3月31日 | 1974年 （昭和49年） 9月30日 |